# Касаев, Осман Мусаевич
Осма́н Муса́евич Каса́ев (1916—1944) — майор Рабоче-крестьянской Красной Армии, командир партизанского отряда Великой Отечественной войны, Герой Советского Союза (1965).

## Биография
Осман Касаев родился 11 октября 1916 года в ауле Хурзук (ныне — Карачаевский район Карачаево-Черкесии). По национальности — карачаевец. В 1931 году он окончил начальную школу, в 1936 году — рабфак. В 1937 году Касаев был призван на службу в Рабоче-крестьянскую Красную Армию. Учился в кавалерийском военном училище, но через год был переведён в Киевское артиллерийское училище. Участвовал в польском походе. С начала Великой Отечественной войны — на её фронтах.
Вскоре после начала войны 121-я стрелковая дивизия, в которой служил Касаев, попала в окружение и была разгромлена. В конце августа 1941 года, дойдя до Белыничского района Могилёвской области Белорусской ССР, группа бойцов и командиров, среди которых находился и Касаев, приняла решение начать боевые действия в качестве партизанского формирования. Касаев был избран сначала комиссаром, а затем командиром партизанского отряда, которому был присвоен номер 121. Отряд успешно действовал в Могилёвской области, уничтожал гарнизоны, карательные отряды, склады, автобазы, комендатуры. К концу 1943 года в отряде насчитывалось уже более 1200 партизан, и тогда он был преобразован в 121-й партизанский полк, командиром которого стал Касаев. К февралю 1944 года полк принял участие в 70 боях, уничтожил более 1000 солдат и офицеров противника, подорвал 33 немецких эшелона. 17 февраля 1944 года во время перехода между населёнными пунктами в Березинском районе (Минская область, БССР) колонна партизан была атакована немецкой авиацией. Касаев получил тяжёлые ранения и спустя 18 часов, 18 февраля 1944 года, умер. 

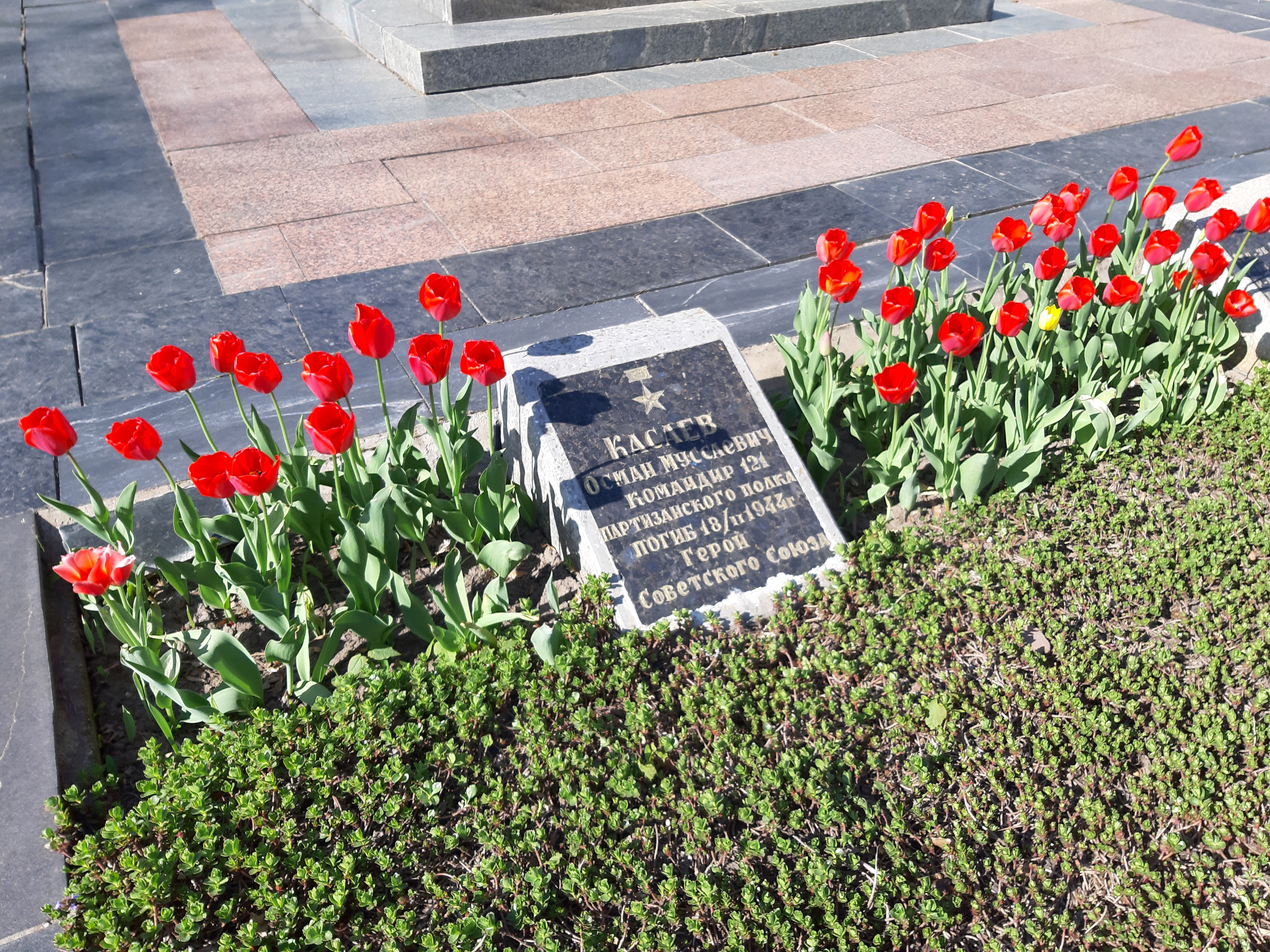
Надмогильная плита Османа Касаева на Военном кладбище в Могилёве

Первоначально был похоронен в деревне Хрипелёво Белыничского района, но в августе 1948 года перезахоронен в братской могиле на улице Лазаренко в Могилёве (ныне носит название военное кладбище (бел. Вайсковыя могілкі).
Указом Президиума Верховного Совета СССР от 8 мая 1965 года «в канун 20-летия Победы советского народа над фашистской Германией за особые заслуги в борьбе против немецко-фашистских захватчиков в тылу противника и проявленные при этом отвагу и геройство» майор Осман Касаев посмертно был удостоен высокого звания Героя Советского Союза. Также был награждён орденами Ленина и Отечественной войны 1-й степени, медалью.
В честь Касаева деревня Сермяженка Белыничского района переименована в Осман-Касаево. Также в его честь названы улицы в Могилёве и Черкесске, школа в деревне Осман-Касаево Белыничского района, установлены обелиск в деревне Угольщина и бюст в ауле Учкулан.
Также в его честь назван перевал на Западном Кавказе.